# Exatlon Hungary
Az Exatlon Hungary egy 2019-ben indult, török licencen alapuló ügyességi és extrémsport vetélkedőműsor, amelyet a TV2 sugároz. Az első három évad műsorvezetője Palik László volt. A negyedik évad műsorvezetője Monoki Lehel. A második évadtól kezdődően egy új online riporterrel bővült a műsorvezetés. A második és a harmadik évadban ezt a pozíciót Gelencsér Tímea töltötte be. A negyedik évadban pedig Nagy Réka vette át a szerepet.
A 2022-es Exatlon Hungary negyedik évada All Star évad volt, vagyis az eddigi 3 évad legeredményesebb versenyzői küzdöttek meg a főnyereményért és a dicsőségért.

## Évadok
| Évad | Epizódok | Játékosok | Premier            | Finálé            | Győztes(ek)        | Második helyezett(ek) | Harmadik helyezett(ek) | Negyedik helyezett(ek) | Műsorvezető  | Online műsorvezető | Adó |
| ---- | -------- | --------- | ------------------ | ----------------- | ------------------ | --------------------- | ---------------------- | ---------------------- | ------------ | ------------------ | --- |
| 1.   | 81       | 25        | 2019. január 2.    | 2019. április 22. | Huszti Katalin     | Esztergályos Patrik   | Gelencsér Tímea        | Dombi Rudolf           | Palik László |                    |     |
| 2.   | 109      | 29        | 2020. január 1.    | 2020. június 1.   | Dr. Busa Gabriella | Pap Dorka             | Szabó Dorottya         | Derzsi Viktória        | Palik László | Gelencsér Tímea    |     |
| 2.   | 109      | 29        | 2020. január 1.    | 2020. június 1.   | Böjte Dávid        | Adu László Dániel     | Kempf Zozo             | Tóth Dávid             | Palik László | Gelencsér Tímea    |     |
| 3.   | 113      | 34        | 2020. december 28. | 2021. június 4.   | Szente Gréta       | Buzás Dorottya        | Kőnig Anna             | Halász Vivien          | Palik László | Gelencsér Tímea    |     |
| 3.   | 113      | 34        | 2020. december 28. | 2021. június 4.   | Herczeg-Kis Bálint | Wald Ákos             | Jósa Dániel            | Kővári Viktor          | Palik László | Gelencsér Tímea    |     |
| 4.   | 71       | 28        | 2022. január 3.    | 2022. április 10. | Szente Gréta       | Dr. Busa Gabriella    | Besenyei Boglárka      | Pap Dorka              | Monoki Lehel | Nagy Réka          |     |
| 4.   | 71       | 28        | 2022. január 3.    | 2022. április 10. | Jósa Dániel        | Herczeg-Kis Bálint    | Nagy Dániel            | Somhegyi Krisztián     | Monoki Lehel | Nagy Réka          |     |

## Csapatversenyek

### Játékok
A vetélkedő első, a játék jelentősebb részét kitevő szakasza csapatversenyekből áll. A játékot két ellenkező csapat, a Bajnokok és a Kihívók 8-8 (a negyedik - All Star - évadban már 10-10) játékossal kezdik meg . A Bajnokok csapata profi élsportolókból van összeválogatva, míg a Kihívók csapata amatőr sportolókból, hétköznapi emberekből tevődik össze. Az egyes versenynapokon a csapatok akadálypályákon és a pályák végén lévő ügyességi játékokon harcolnak napról napra, változó célok érdekében. A győzelemhez 10 pontot kell megszerezni.
 A negyedik évadban azonban egy új szabály lépett életbe:
A csapatjáték két szettből áll, egy szett 7 pontig tart. Az első szettben csak a lányok versenyeznek, a második szettben pedig csak a fiúk, néha viszont előfordul, hogy ezt felcserélik. Ha az első két szett után 1-1 az állás, akkor következik a döntő szett, ami 3 nyert pontig tart. Az egyes játékok a következőek:
- Villa játék: A villa játék során dől el az, hogy az elkövetkező hetet melyik csapat milyen körülmények között tölti el. A nyertes csapat egy luxusvillába költözhet, saját szobával, medencével és korlátlan ételfogyasztással. A vesztes csapat pedig egy fűtetlen, egy légterű, meleg vízzel nem rendelkező táborba kell hogy vonuljon a következő villajátékig.

- Jutalomjáték: A jutalomjáték napján a csapatok ajándékokért, kalandokért, élményekért küzdenek meg egymással. Jellemzően a jutalmak 3, ritkábban 2 csillag mögé vannak elrejtve, melyek közül a győztes csapat egyik tagja, általában az utolsó pontot szerző személy, választhat egyet.

- ExaBall: Az ExaBall játék az Exatlon negyedik - All Star - évadában mutatkozott be, ahol az Exa-Arénában a kézilabdához hasonló versenyben küzdhettek meg egymással a csapatok. Mindkét csapat 1-1 kapust, valamint 3-3 mezőnyjátékost delegálhatott a játékba, akik közül mindkét oldalon legalább 1 női és 1 férfi játékosnak kellett lennie. A győztes csapatnak 2 szettet kellett megnyernie, 1 szett 10 percig tartott, ez idő alatt a mezőnyjátékosok szabadon lecserélhetők voltak. Ha a két szett után 1-1 volt az állás, akkor jöhetett a döntő szett, ami 5 percig tartott. A győztes csapat extra ajándékokkal (pl. medálra beváltható karkötőkkel, ügyességi eszközökkel) gazdagodott.

- Ügyességi játék: Az ügyességi játék az Exatlon negyedik - All Star - évadában volt látható két alkalommal az Exa-Arénában, mint egyfajta minijáték. 3 féle ügyességi feladatot kellett - meghatározott sorrendben - teljesíteni a versenyzőknek. Az első ilyen ügyességi játék során aki először teljesítette az utolsó ügyességi feladatot, annak a csapat színére festett zászlót kellett meglengetni a győzelemhez (a második ügyességi játéknál már nem kellett zászlót meglengetni a győzelemhez). Az ügyességi játék 5 pontig tartott, a győztes csapat tagjai medálra beváltható karkötőkkel gazdagodtak. 

- Rajzatlon: Az ügyességi játékhoz hasonló minijáték volt a rajzatlon az Exatlon negyedik - All Star - évadában, ami szintén két alkalommal került megrendezésre. Az activityhez hasonló játékban párban versenyeztek egymással a versenyzők: az egyikük rajzolt, a másikuknak pedig minél több szót ki kellett találnia 90 másodperc alatt. A rajzoló összesen 3 alkalommal passzolhatott, vagyis ennyiszer ugorhatta át a soron következő feladványt. Annak a csapatnak a párosa nyerte az adott pontot, aki több szót kitalált 90 másodperc alatt. Az a csapat nyerte meg a rajzatlont, aki összesen 4 pontot tudott elérni, a győztes csapat tagjai - az ügyességi játékhoz hasonlóan - medálra beváltható karkötőkkel gazdagodtak. 

- Pénz játék: A pénz játék az Exatlon első évadában volt látható, ahol a versenyzők egyéni játékban küzdhettek meg a napi pénznyereményért. A pénz játékokon 1 nő és 1 férfi nyerhetett pénzt. A mérkőzéseket sorsolással döntötték el és egyenes kiesési rendszer alapján zajlott. A döntőbe jutott versenyzőknek a pénznyeremény megszerzéséhez kétszer is le kellett győzniük az ellenfelüket.

- Joker játék: A joker játék az Exatlon második évadában mutatkozott be, amely során a csapatok taktikai újrajátszás lehetőségéért küzdenek. A nyertes csapat egy korongot kap jutalomként, amelynek felmutatásával 1-1 elbukott férfi és női mérkőzés újrajátszását kérhetik. A joker korong a következő joker játékig bármelyik másik csapatversenyen felhasználható egészen 9-9-es állásig.

- Előny játék: Az előny játék során a győztes csapat általában egy a rendezők által eldöntött előnyhöz juthat, ritkábban csillagok közül választhat véletlenszerűen. A nyert előnyt a csapat az elkövetkezendő végjátékon használhatja fel. Előfordul, hogy a nyertes csapat könnyítést kap a parkour pályán vagy az ügyességi játék során, illetve az is, hogy a vesztes csapat kap nehezítést.

- Végjáték: A végjáték napján a csapatok a bentmaradásért küzdenek meg. A vesztes csapat leggyengébb statisztikával rendelkező tagja a végjátékot követően köteles párbajra menni. Az ellenfelét a csapat legjobb statisztikával rendelkező tagja kell, hogy meghatározza úgy, hogy saját magát nem jelölheti párbajra. Előfordul olyan is, hogy kétfordulós a végjáték, ekkor a csapatoknak két fordulót is meg kell nyerniük ahhoz, hogy elkerüljék a párbajt. Abban az esetben, ha a két forduló után 1-1 az állás, akkor jön a végjátékok végjátéka, ahol már nem 10, hanem 5 pontig megy a játék és a kiválasztási szabály is eltérő a többi csapatversenyéhez képest. A negyedik - All Star - évadban kétfordulós végjátékokra került sor, és amennyiben a két fordulót eltérő csapat nyerte meg, akkor mindkét csapat kénytelen volt versenyzőket delegálni az aktuális párbajra.

- Medál játék: A medál játék során a versenyzők egyéni játékban életet adó medálokért küzdhetnek meg. Az egyes játékokon 1 nő és 1 férfi nyerhet medált. A mérkőzéseket sorsolással döntik el és egyenes kiesési rendszer alapján zajlanak. A döntőbe jutott versenyzőknek a medál megszerzéséhez kétszer is le kell győzniük az ellenfelüket és jellemzően az ügyességi játékon is bonyolítanak a szervezők. A medál birtokosok a medáljaikat párbajok során használhatják fel, amely több esetben is mentett már meg játékosokat kieséstől. Továbbá a medál tulajdonosoknak lehetőségük van átruházni medáljaikat bármelyik párbajozóra, amennyiben azt ők elfogadják.
 A negyedik - All Star - évadban azonban a medál játék során nem közvetlenül egymással, hanem az idővel kellett megküzdeniük a versenyzőknek. Minden versenyző egyesével teljesítette az akadálypályát és a hozzá tartozó ügyességi feladatot, majd a 3 legjobb idővel rendelkező férfi és női versenyző továbbjutott a döntőbe. A döntőben a legjobb időt teljesítő férfi és női versenyző nyerte meg az életet jelentő medált. Ezen kívül sor került csapatos medál játékra is, ahol a győztes csapat 1 medállal gazdagodott, amit párbaj során felajánlhatott az egyik párbajozónak. Az egyénileg megszerzett medálokat az előző évadokkal ellentétben nem lehetett átruházni.

- Párbaj: A párbaj során dől el az, hogy kinek kell elhagynia az Exatlont. Az Exatlon első évadában az első néhány párbajon a játékosok 3-3 életet kaptak és akinek legalább 1 élete megmaradt, az folytathatta a versenyt. Azonban a játék előrehaladtával a párbajozók már csupán 2-2 életet kaptak, aki elvesztett 2 életet, az elvesztett 1 pontot és a párbajt az nyerte meg, aki 2 pontot szerzett. Minden egyes pont után ügyességi feladatot cseréltek a szervezők. Az Exatlon második évadától a párbajozók 4-4 élettel vágnak neki a párbajnak és akinek legalább 1 élete megmarad, az folytathatja tovább a versenyt.

A negyedik - All Star - évadban a végjáték eredményétől függően előfordult vegyes párbaj is. Ekkor a Bajnokok és a Kihívók leggyengébb statisztikájú versenyzője mellé (amennyiben nem volt sok sérült vagy védett játékos) a legjobb statisztikájú játékosok delegáltak 1-1 versenyzőt, így egy négyes párbajra került sor. A párbaj előfutamában a két-két csapattárs küzdött meg egymással, és aki először elérte a 3 pontot, az kiült és elkerülte a főpárbajt. A főpárbajon az előfutam két vesztes versenyzője küzdött meg egymással, és aki először elérte a 4 pontot, az maradhatott versenyben.
Ezeken kívül előfordul olyan versenynap is, amikor dupla tétért küzdenek a versenyzők. Ezek az alábbi csapatversenyekből tevődnek össze:

- Villa játék + Jutalomjáték: A győztes csapat a villa mellé a jutalmat is megnyeri.

- Villa játék + Előny játék: A győztes csapat a villa mellé az előnyt is megszerzi, amit a végjátékon használhat fel.

- Villa játék + Végjáték: Ez kétfordulós végjáték alkalmával fordul elő, amikor a győztes csapat a villa mellé a végjáték első fordulóját is megnyeri.

- Jutalomjáték + Előny játék: A jutalom mellé az előnyt is megszerzi a csapat, amit a végjátékon használhat fel.

- Jutalomjáték + Joker játék: A jutalom mellé a Jokert is megszerzi a csapat, amit a következő Joker játékig használhat fel.

- Joker játék + Előny játék: A Joker mellé az előnyt is megszerzi a csapat, vagyis egy dupla előnnyel kezdheti meg a végjátékot.
Emellett a harmadik évadban már tripla tétet is rendeztek: Villa játék + Előny játék + Joker játék.

### Kiválasztás
A csapatversenyek kiválasztási szabályok szerint működnek. Az első versenynapon egy korong feldobásával dől el az, hogy melyik csapat kezdi meg a kiválasztást. A következő versenynap a másik csapat kezdheti meg a kiválasztást és így megy tovább egészen a csapatversenyek végéig. Egy versenynapon belül is így működik a kiválasztás, az első kiválasztási kört az egyik, a másodikat a másik csapat kezdi meg. A kiválasztás legfontosabb szabályai a következőek:
- Azok a versenyzők, akik az első kiválasztási körben egymás ellen futottak, azok a második kiválasztási körben nem futhatnak egymás ellen.

- Ha a csapatok létszáma nem egyezik meg (vagy valaki sérülés végett nem tud az aznapi futamon részt venni), akkor valamelyik versenyző kispadra kerül.

- A második évadtól kezdve az a versenyző, aki az első kiválasztási körben kispadon van és nem sérült, annak a második (vagy ha úgy adódik, akkor a harmadik) körben kötelező versenyeznie.

- Ha egy kiválasztási kör végén 9-7 vagy 8-8 az állás, akkor már nincs több kiválasztás, hanem a csapatok kiválasztják a legjobb fiút és a legjobb lányt, akik egymás ellen fognak futni.

- Ha az állás 9-9, akkor jön a mindent eldöntő váltóverseny, a hirtelen halál. A csapatoknak meg kell határozniuk, hogy melyik az a lány és fiú, akit beküldenek a hirtelen halálba, valamint azt, hogy ki lesz a dobóember.

- A negyedik - All Star - évadban (amennyiben a kétszer 7 pontig tartó szettrendszer volt érvényben) egy kiválasztási kör legfeljebb 4 futamból állt és ebben az esetben 6-6-os állásnál jött a hirtelen halál.
Hirtelen halál esetében a lányok kezdik meg a futamot, majd az akadálypályát teljesítve a csapatuk színére festett zászlót meglengetve rajtoltatják el a fiúkat, akiknek általában a már „nyílt pályán” kell végigfutniuk. Ha a lány a befejező ember, akkor a fiúnak az akadálypálya végén egy pacsit kell adnia a lánynak, aki csak ezután kezdheti meg az ügyességi feladatot. Ha a fiú a befejező ember, akkor az akadálypálya után rögtön megkezdheti az ügyességi feladatot. Fontos megjegyezni azonban, hogy amennyiben a befejező ember az egyik csapatnál a lány, a másiknál a fiú, akkor a lánynak több dobóeszköz áll a rendelkezésére (általában 1 vagy 2 darabbal) valamint közte és a cél között is kisebb a távolság. A negyedik - All Star - évadban a (kétszer 7 pontig tartó szettrendszer alatt) a lányszettnél két-két lány, a fiúszettnél két-két fiú vett részt a hirtelen halálban, és a befejező ember mindkét csapatnál a második versenyző volt.

### Csapatok létszáma és feltöltése
A csapatok létszáma ahogy időről időre egyre fogy, úgy folyamatosan feltöltik a csapatokat újonnan érkező játékosokkal. Akinek sérülés végett kell távoznia a műsorból, annak a helyére új játékos érkezik. Míg az első évadban három, (a 2. héten érkezett meg Gyarmati Panka, aki a sérülés miatt kiesett Vass Dóra helyett jött meg) addig a második évadban már négy alkalommal történt feltöltés. Az első évadban nem volt különösen szabályba fektetve, hogy milyen esetben mennyi fővel bővítik ki a csapatokat, azonban a második évadban már igen: a feltöltés matematikai háttere az volt, hogy a csapatok a játék folyamán 3-3 női és 3-3 férfi versenyzőt kaptak. Ez a következők szerint alakult:
 
- A játék korai fázisában amikor az egyik csapat létszáma 6 főre csökkent, akkor töltötték fel teljesen a csapatokat. Ez két alkalommal valósult meg. 
 
- A harmadik feltöltésnél a csapatok létszáma közti különbség játszott szerepet, ekkor a Bajnokok 1 új taggal bővültek. 
 
- Az utolsó feltöltésnél pedig a fennmaradó játékosok érkeztek meg, akiknek a COVID-19 világjárvány miatt két hetes karantén után volt lehetőségük csatlakozni az Exatlonhoz. Ezt követően a csapatok nem kaptak új versenyzőket még akkor sem, ha valakinek sérülés végett fel kellett adnia az Exatlont.
Az Exatlon harmadik évadában összesen 4 alkalommal került sor feltöltésre. Az első két feltöltés esetében (az aktuális csapatlétszámtól függetlenül) kiegészítették a csapatokat 8-8 főre. Az utolsó két feltöltés esetében a csapatok kaptak egy 9. csapattársat. Egy korong feldobásával dőlt el, hogy az előbbi feltöltésnél a lányok, majd az utolsónál pedig a fiúk képezték az aktuális csapatok 9. tagját. Összesen 8 játékosnak sérülés vagy betegség végett kellett befejeznie az Exatlon harmadik évadát, ebből az első 4 esetben (egészen a 14. hétig bezárólag) pótolták egy új játékossal a kiesett versenyzőt. Ezt követően (az utolsó 4 sérülés miatt hazaküldött játékos esetében) azonban már nem történt újabb pótlás. Összesen mindkét csapat az egész évad folyamán 9-9 versenyzőt kapott, a bajnokok 5 női és 4 férfi, míg a kihívók 5 férfi és 4 női versenyzőt kaptak.
Az Exatlon negyedik - All Star évadában összesen 2 alkalommal került sor nagyobb feltöltésre. Az első feltöltésnél mindkét csapat 1-1 férfi és 1-1 női versenyzővel bővült, míg a második feltöltésnél mindkét csapat 1-1 férfi versenyzőt kapott. Ezen kívül egy alkalommal történt sérülés végetti pótlás: Novák Zalán sérülés végetti távozását követően Nagy Dániel érkezett meg a helyére.

## Nemzetközi mérkőzések
A nemzetközi mérkőzések során a Kihívók és Bajnokok Magyarország színeit képviselve egy csapatként küzdenek. Az ellenfeleket külföldi országok válogatottjai, vagy a magyar Exatlon szériával párhuzamosan zajló külföldi Exatlon versenyzői alkotják.
 Az első évadban Románia, Mexikó és a Dominikai Köztársaság válogatottjával küzdött meg Magyarország, mindhárom nemzet ellen egy-egy visszavágóra is sor került. A nyertes csapat tagjai jutalomban részesülhettek (pl. közös vacsora, kataramán kirándulás).
 A második évadban Magyarország csupán Mexikó válogatottjával küzdött meg, majd sor került egy visszavágó mérkőzésre is. Ezt követően Magyarország részt vett a Nemzetek kupáján.
Nemzetek kupája: A nemzetek kupája egy különleges formája a nemzetközi mérkőzéseknek. A rendezvény majdnem egy egész hetet felölelt. A kupa során Magyarország és 3 másik ország, Görögország, Törökország és a Dominikai Köztársaság válogatottjával küzdött meg. Mindenki mindenkivel játszott és az utolsó napon, a döntőben a két legeredményesebb csapat vehetett részt. A nyertes ország tagjai egy hatalmas kupával és egy jutalom vacsorával gazdagodtak.
A harmadik évadban Mexikó All Star csapatával, valamint a Dominikai Köztársaság és Törökország válogatottjával küzdött meg Magyarország csapata. Mindhárom nemzet ellen sor került egy visszavágóra is, és amennyiben 1-1 volt az állás, akkor jöhetett egy döntő mérkőzés. A Mexikó elleni döntő során 3 nyert pontig tartott a mérkőzés, a többi esetben a szokásos 10 pont kellett a győzelemhez.
Az Exatlon negyedik - All Star - évadában összesen egy nemzetközi mérkőzés volt Mexikó csapata ellen. Ahhoz azonban, hogy valaki részt vegyen a nemzetközi mérkőzésen, kvalifikálnia kellett magát egy selejtező keretén belül. A selejtező párosítása az addigi statisztika alapján a következőképp alakult (összesen 10 férfi és 10 női versenyző volt: csapatonként 5-5): 

- Mindkét csapatnál a legjobb statisztikájú versenyző az ellenfél csapat leggyengébb statisztikájú versenyzője ellen (összesen 4 férfi és 4 női versenyző)

- Mindkét csapatnál a második legjobb statisztikájú versenyző az ellenfél csapat második leggyengébb statisztikájú versenyzője ellen (összesen 4 férfi és 4 női versenyző)

- Mindkét csapatnál a statisztika alapján középen helyet foglaló versenyzők egymás ellen (összesen 2 férfi és 2 női versenyző)

Minden párosításnál aki először elérte a 2 pontot, az kvalifikálta magát a nemzetközi mérkőzésre, valamint emellett védettséget is szerzett, vagyis azon a héten nem volt párbajba küldhető.

## Egyéni játék
A csapatversenyeket követően az Exatlon utolsó szakaszában már egyéni játék zajlik, ahová a legjobb 8 játékos - 4 férfi és 4 nő - (a negyedik, All Star évadban 10 játékos - 5 férfi és 5 nő) juthat be. A játéknak ebben a szakaszában megszűnnek a csapatok, így a versenyzők összeköltöznek a villában. A viadalos napokon a mérkőzéseket a következő szabályok alapján futják a versenyzők:

- Minden versenyző adott számú élettel vág neki a napnak, az addigi statisztika határozza meg azt, hogy ki hány életet kap (a negyedik évadot leszámítva)

- A legjobb statisztikájú női és férfi versenyzők 5, a leggyengébbek 3, míg a közöttük lévő játékosok 4-4 élettel vágnak neki az adott napnak (a harmadik évadban már 7-6-5 élettel vágtak neki a játékosok a viadalos napoknak, a negyedik évadban mindenki egyformán 3-3, valamint a végső hármak viadalán 4-4 életet kapott)

- Forgó rendszerben mindenki küzd mindenki ellen és akinek elfogy az élete, az kiül és a következő versenynap küzdhet a továbbjutásért

- A viadalos napot az nyeri meg, akinek legalább 1 élete megmarad
Az egyes versenynapok a következők:

- Jutalomjáték: Az Exatlon első évadában az egyéni játékban is sor került jutalomjátékra. A csapatjátékhoz hasonlóan itt is 3 csillag közül lehetett élményt választani. Minden versenyző 3-3 életet kapott és a végén az a női, valamint férfi játékos, akinek legalább 1 élete megmaradt, az közösen választhatott egy csillagot és egy-egy társat is választhattak maguk mellé, hogy elkísérjék őket.

- Pénz játék: Az Exatlon harmadik évadában - egy olyan erőfelmérőként, főpróbaként - az összeköltözés előtt sor került egy pénz játékra, ahol az egyéni játékba bejutott 8 versenyző közül a legjobb férfi és női versenyző 1-1 millió forinttal lett gazdagabb. Minden versenyző 3-3 életet kapott és a végén az a lány és fiú nyert, akinek legalább 1-1 élete megmaradt.

- Selejtező: Az Exatlon negyedik - All Star - évadában került sor az egyéni játékban selejtezőre, ami az ötök viadálának felel meg. A döntő hétre bejutott 5 férfi és 5 női versenyző küzdött meg azért, hogy bekerüljön a négyek viadalába. Mindenki mindenkivel futott és aki először elérte a 4 pontot, az automatikusan továbbjutott. A nap végére 2 férfi és 2 női versenyzői maradt, akik párbajoztak egymással, viszont a selejtezőben megszerzett pontjaikat továbbvitték a párbajra. Ennél a pontnál már medálokat is lehetett felhasználni, és aki elérte a 4 pontot, az jutott tovább. 

- Ötök viadala: Az Exatlon első évadában fordult elő ez a férfiaknál még az összeköltözés előtt. A Kihívóknál 1, míg a Bajnokoknál 4 férfi maradt és mivel egy végjáték elvesztése esetén a Kihívó férfi versenyzőnek nem lett volna párbajellenfele, ezért volt indokolt megkezdeni az egyéni játékot egy lépéssel korábban. Itt a legjobb statisztikájú versenyző 6 életet kapott, a többi általános szabály az a fent említetteknek felelt meg.

- Négyek viadala: A négyek viadalán a 4-4 játékos közül a női és a férfi nyertes továbbjut az egyéni játék következő szakaszába, igy biztosítja a helyét a legjobb 6 játékos között.

- Hármak viadala: A hármak viadala évadonként két alkalommal kerül megrendezésre. Az első alkalommal - a négyek viadala folytatásaként itt is - a legjobb női és férfi játékos juthat tovább a legjobb 6 közé. A második alkalommal (az Exatlon negyedik - All Star - évadában ez volt a végső viadal) a 6 versenyben lévő játékos közül aki megnyeri a napot, az a női és férfi versenyző bejut a döntőbe.

- Párbaj, dupla párbaj: Azok a versenyzők, akik nem biztosították be a helyüket a viadalos napokon, azoknak egy párbajban kellett megküzdenie. Gyakran egy versenynapon belül került sor a női és a férfi párbajra is, ekkor dupla párbajról beszélhetünk. Az Exatlon első évadában a párbaj szabályai megegyeztek a csapatversenyben lévő párbajokéhoz képest és itt a medálokat is fel lehetett még használni vagy esetleg átruházni. Az Exatlon második évadától kezdve azonban már változtak a szabályok és nem életeket kaptak a versenyzők, hanem az, aki 3 győzelmet szerzett, az nyert 1 szettet. A párbajt az nyerte meg, aki 2 szettet megnyert. Mindegyik szett után ügyességi feladatot cseréltek a szervezők, amiknek a dobóeszközeit a versenyzők választhatták ki. Egy érme feldobása döntötte el, hogy ki választ először és ha döntő szettre került a sor, akkor a harmadik - egyikük által sem választott - dobóeszközzel kellett teljesíteni az adott ügyességi feladatot. A medálokat az első évaddal ellentétben itt már nem használhatták fel a versenyzők. Az Exatlon negyedik - All Star - évadában 4 nyert pontig tartott a párbaj, ahol az előző 2 évaddal ellentétben ismét lehetett medálokat felhasználni. Az utolsó párbaj (az elődöntő) 5 nyert pontig tartott, azonban itt már a medálokat nem lehetett felhasználni. 

- Döntő: A döntőben dől el, hogy ki a legjobb férfi és női játékos. Az Exatlon első évadában 4, míg a másodiktól kezdve 5 győzelem kellett ahhoz, hogy valaki megnyerjen 1 szettet. A döntőt az nyerte meg, aki 2 szettet megnyert. A versenyzők sorsa itt már a saját kezükben volt, hiszen ők választhatták meg az ügyességi feladatokat, valamint a második évadtól kezdve már az akadálypályákat is ők határozták meg. Egy érme feldobása döntötte el, hogy ki választ először és ha döntő szettre került a sor, akkor mindkét általuk választott ügyességi feladatot teljesíteni kellett. Ilyenkor annak a versenyzőnek a feladatával kezdték, aki az első két szett során több győzelmet szerzett. A második évadban a döntő szettre egy tartalékpályát is választhattak a versenyzők, azonban erre nem került sor, hiszen a női és a férfi döntő is 2 szett után eldőlt. A negyedik évadban csupán annyi változás volt, hogy először az választhatott magának akadálypályát és ügyességi feladatot, aki elsőként kvalifikálta magát a döntőbe, valamint - a harmadik évadhoz hasonlóan - a döntő szett pályáját nem a versenyzők határozták meg.

- Bónusz játék: Az Exatlon első évadában került sor egy bónusz játékra, ahol az egyéni játékból már kiesett 6 versenyző küzdhetett meg. A játék során a versenyzők egyedül, egyesével teljesítettek 3 különböző pályát és ügyességi feladatot. A játék végén a versenyzők részidejei összeadódtak és a legjobb időt futó női, valamint férfi versenyző 1-1 millió forint jutalmat kapott.

- Szuperdöntő: Az Exatlon első évadában került sor szuperdöntőre, ahol a legjobb férfi és női játékos mérkőzött meg egymással. A küzdelmet nem közvetlenül egymás ellen vívták, hanem a bónusz játék győzteseinek a szintidejeivel. Akadálypályánként összesen 2 próbálkozásuk volt arra, hogy megfussák az adott részidőt, amely közül a jobb részidő számított bele a végső szintidőbe. Aki a saját nemén belül %-os arányban nagyobb különbséggel tudta megfutni a szintidőt, az nyerte meg a szuperdöntőt. A második évadtól kezdve már 2 győztest avatnak, így a döntő az utolsó versenynap (az Exatlon negyedik - All Star - évadában szereplő szuperdöntő a döntő szabályzatának felelt meg).